# Jacek Tomczak
Jacek Jerzy Tomczak (Poznań; 27 de Julho de 1973 — ) é um político da Polónia. Ele foi eleito para a Sejm em 25 de Setembro de 2005 com 17991 votos em 39 no distrito de Poznań, candidato pelas listas do partido Prawo i Sprawiedliwość.